# نیروی دریایی سلطنتی هلند
نیروی دریایی سلطنتی هلند (هلندی: Koninklijke Marine) نیروی دریایی پادشاهی هلند است. در طول قرن هفدهم، نیروی دریایی جمهوری هلند (۱۵۸۱–۱۷۹۵) یکی از قدرتمندترین نیروهای دریایی جهان بود و نقش فعالی در جنگ‌های انگلستان و هلند، فرانسه و هلند و جنگ‌های علیه اسپانیا داشت. چندین قدرت اروپایی دیگر نیروی دریایی جمهوری باتاو (۱۷۹۵–۱۸۰۶) و پادشاهی هلند (۱۸۰۶–۱۸۱۰) نقش فعالی در جنگ‌های ناپلئون ایفا کرده‌اند، اگرچه عمدتاً تحت سلطهٔ منافع فرانسه بودند، پس از تأسیس پادشاهی مدرن هلند، نقش مهمی در حفاظت از حکومت استعماری هلند، به‌ویژه در جنوب شرق آسیا، ایفا کرد و نقش کوچکی در جنگ جهانی دوم، به‌ویژه در برابر نیروی دریایی امپراتوری ژاپن داشت. از زمان جنگ جهانی دوم، نیروی دریایی سلطنتی هلند در عملیات‌های اعزامی حفظ صلح شرکت کرده‌است.

## جنگ‌افزارها

### هواگردهای گشت ساحلی
| هواپیما                  | کشور سازنده  | وظیفه                    | در خدمت      | یادداشت                        |
| هواپیمای گشت             | هواپیمای گشت | هواپیمای گشت             | هواپیمای گشت | هواپیمای گشت                   |
| ------------------------ | ------------ | ------------------------ | ------------ | ------------------------------ |
| دورنیر دو ۲۲۸            | آلمان        | امداد و نجات / گشت       | ۲            | حذف تدریجی در سال ۲۰۲۲         |
| دی هاویلند کانادا دش ۸   | کانادا       | امداد و نجات / گشت       |              | ۲ فروند سفارش، عملیاتی از ۲۰۲۳ |
| دی هاویلند کانادا دش ۸   | کانادا       | امداد و نجات / گشت       | ۲            |                                |
| آگوستاوستلند ای‌دابلیو۱۳۹ | ایتالیا      | امداد و نجات / حمل و نقل | ۲            |                                |
| آگوستاوستلند ای‌دبلیو۱۸۹  | ایتالیا      | امداد و نجات             | ۲            |                                |